# Донсель
Донсе́ль (фр. Donceel, валлон. Doncél) — коммуна в Валлонии, расположенная в провинции Льеж, округ Варем. Принадлежит Французскому языковому сообществу Бельгии. На площади 23,31 км² проживают 2828 человек (плотность населения — 121 чел./км²), из которых 49,96 % — мужчины и 50,04 % — женщины. Средний годовой доход на душу населения в 2003 году составлял 14 074 евро.
Почтовый код: 4357. Телефонный код: 04.